# Svennerøyane
Die Svennerøyane (englisch Svenner Islands) sind eine kleine Gruppe von Inseln und Klippenfelsen vor der Ingrid-Christensen-Küste des ostantarktischen Prinzessin-Elisabeth-Lands. Im südöstlichen Teil der Prydz Bay liegen sie 22,5 km südwestlich der Rauer-Inseln. Zu ihnen gehören unter anderen Skipsholmen, Lagerphone Island, Drum Island und Piano Island.
Der norwegische Kapitän Klarius Mikkelsen (1887–1941) entdeckte sie im Februar 1935 während seiner Fahrt mit dem Walfangschiff Thorshavn im Auftrag des Walfangunternehmers Lars Christensen. Namensgeber ist eine entsprechende Inselgruppe vor Sandefjord in Südnorwegen. Norwegische Kartographen kartierten sie anhand von Luftaufnahmen der Lars-Christensen-Expedition 1936/37.